# Lavacquerie
Lavacquerie ist eine französische Gemeinde mit 185 Einwohnern (Stand 1. Januar 2022) im Département Oise in der Region Hauts-de-France. Die Gemeinde liegt im Arrondissement Beauvais und ist Teil der Communauté de communes de la Picardie Verte und des Kantons Grandvilliers.

## Geographie
Die landwirtschaftlich geprägte Gemeinde liegt an der Grenze zum Département Somme rund zwölf Kilometer östlich von Grandvilliers und rund zehn Kilometer nördlich von Crèvecœur-le-Grand.

## Geschichte
Die Herrschaft unterstand dem Kapitel der Kathedrale von Amiens.

## Einwohner
| 1962 | 1968 | 1975 | 1982 | 1990 | 1999 | 2006 | 2011 |
| ---- | ---- | ---- | ---- | ---- | ---- | ---- | ---- |
| 200  | 216  | 142  | 154  | 168  | 181  | 216  | 208  |

## Verwaltung
Bürgermeister (maire) ist seit 2013 Philippe Belleperche.

## Sehenswürdigkeiten
- Die Kirche Saint-Firmin aus dem 12. oder 13. Jahrhundert mit Turm aus dem 15. Jahrhundert und Taufbecken aus Blei aus dem 13. Jahrhundert, seit 1913 als geschütztes Objekt klassifiziert (Base Palissy PM60000962).[1]
- Sechseckiges Taubenhaus aus dem 16. Jahrhundert

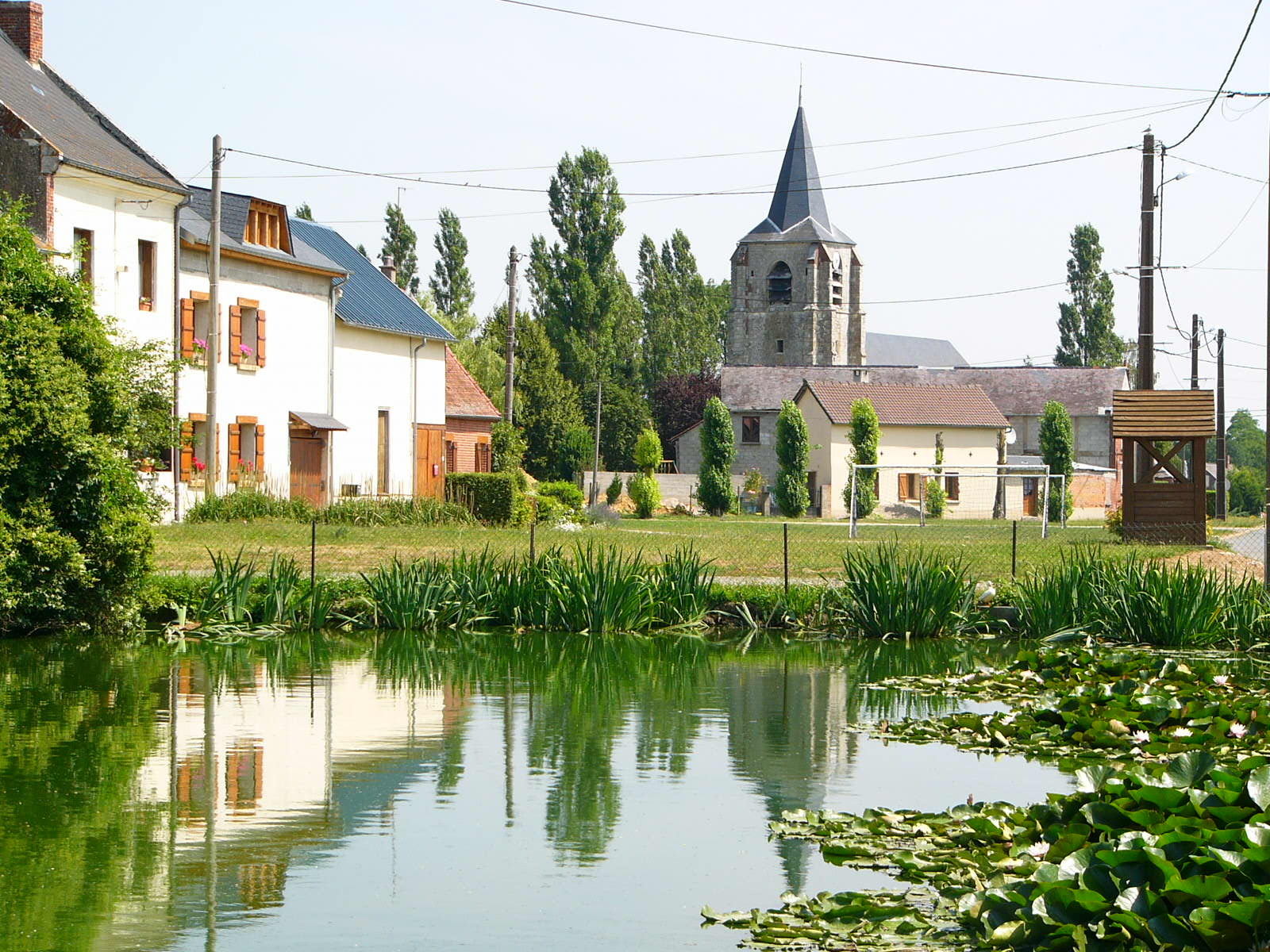
Kirche Saint-Firmin
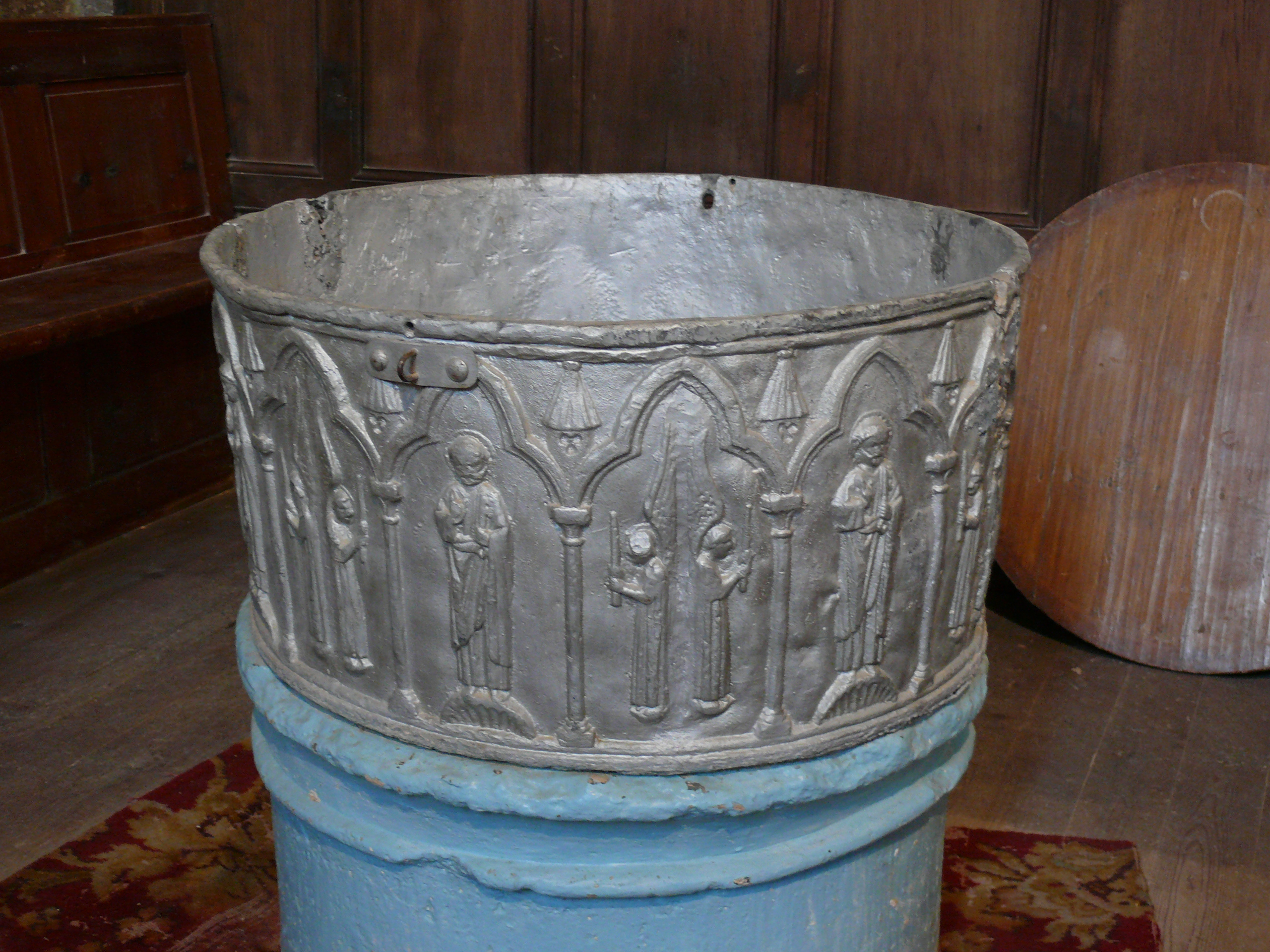
Taufbecken